# A Public Affair (chanson)
Singles de Jessica Simpson
These Boots Are Made for Walkin'
(2005) I Belong To Me
(2006)
A Public Affair est le premier single de la chanteuse américaine Jessica Simpson, extrait du cinquième album de A Public Affair, sorti le 29 juin 2006. Le titre est écrit par Jessica Simpson, Johntá Austin, Greg Kurstin, Sam Watters, Louis Biancaniello, Lester Mendez, Nickolas Ashford, Valerie Simpson et composé par Lester Mendez .
A Public Affair a été certifié or par la RIAA après avoir été téléchargé plus de 500 000 fois et avoir été classé n°1 dans les charts le jour même de sa sortie.

## Historique
En 2005, MTV annonce que Jessica a commencé à enregistrer son cinquième album. En novembre 2005, Jessica annonce sa séparation avec Nick, puis le 16 décembre 2005, elle demande le divorce citant des « différends irréconciliables » après six ans de relation et trois ans de mariage,. Leur divorce a été prononcé le 30 juin 2006. Il est également reporté que Simpson part de son label Columbia Records, pour rejoindre Epic, afin de poursuivre sa carrière musicale sous ce label. L'album A Public Affair, sorti en 2006, est donc le premier disque de Jessica depuis son divorce avec Nick Lachey, d’où le nom de l'opus A Public Affair.

## Informations
A Public Affair, est inspiré par la rupture de Jessica, est un morceau pop, aux influences disco, qui inclut des éléments rock et pop-teenage.

## Clip vidéo
Le vidéoclip qui accompagne la chanson, est réalisé par Brett Ratner. Il y dévoile Jessica, qui est accompagnée de quelques personnalités comme : Christina Applegate, Christina Milian, Eva Longoria, Maria Menounos, en train de faire du rollercoaster dans une salle et sont servies par Andy Dick, qui fantasme sur les jeunes femmes, quant à Ryan Seacrest, il conduit la voiture de Jessica et ses amies. Jessica Simpson A Public Affair vidéo officielle Youtube.com

## Performance commerciale

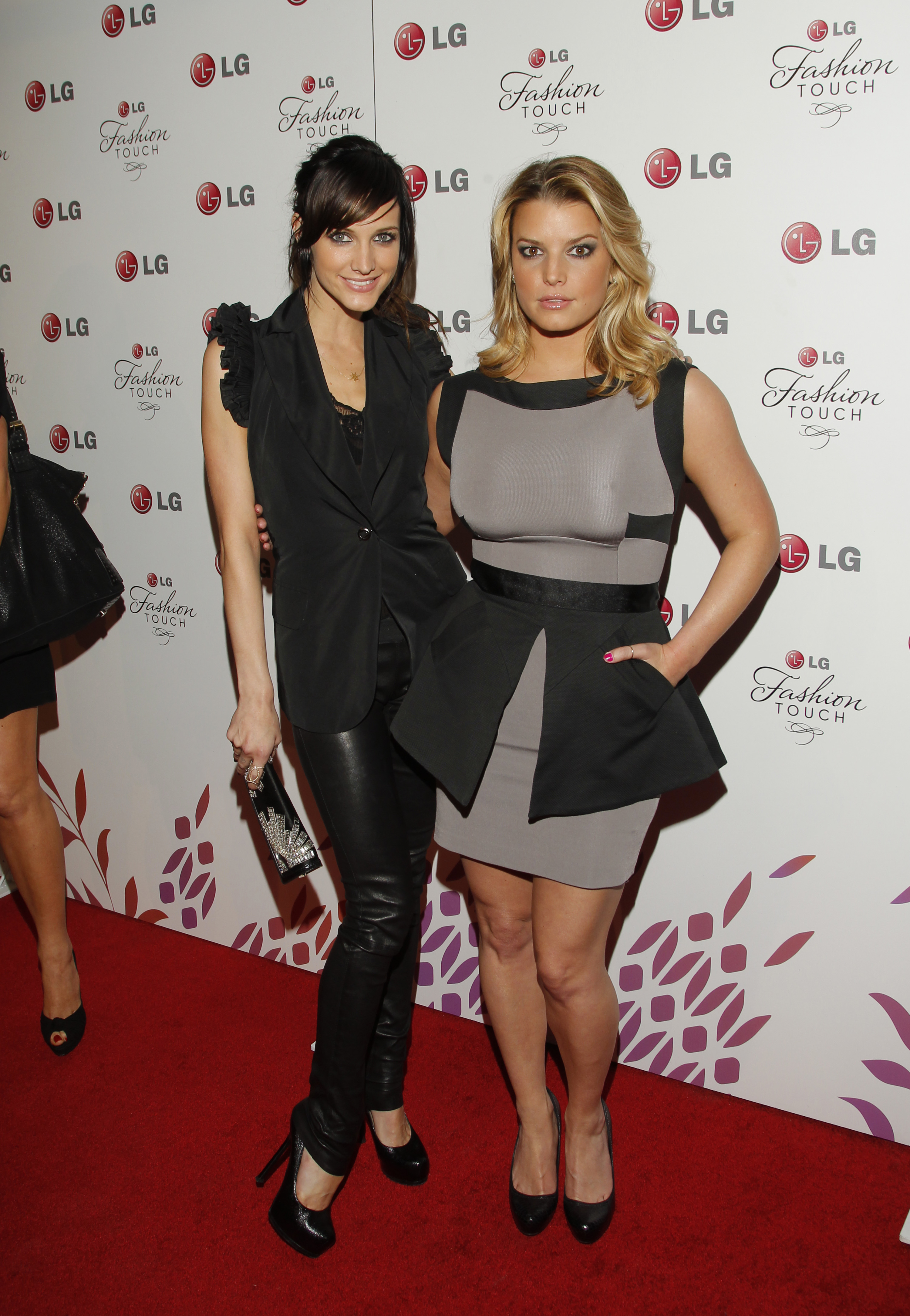
Ashlee et Jessica Simpson.

A Public Affair fut placé à la 14e place du Billboard Hot 100. Fin juillet 2006, la chanson rejoint le nouveau single de sa sœur Ashlee, Invisible dans le Top 10 des chansons les plus populaires sur iTunes Store ; ce fut la première fois dans l'histoire de iTunes Store que deux sœurs ont deux singles différents dans le Top 10. A Public Affair a été certifié or par la RIAA après avoir été téléchargé plus de 500 000 fois et avoir été classé n°1 dans les charts Dance.

## Liste et formats
- Australie CD single

1. "A Public Affair" (radio edit)
2. "A Public Affair" (extended version)
3. "A Public Affair" (karaoke version)

- Maxi CD single

1. "A Public Affair" (radio edit)
2. "A Public Affair" (extended version)
3. "A Public Affair" (instrumental version)
4. "A Public Affair" (remix)
5. "A Public Affair" (video)

- Royaume-Uni/Allemagne CD single

1. "A Public Affair"
2. "A Public Affair" (Alex Greggs Remix)

## Remixes et autres versions
- "A Public Affair" (album version) – 3:19
- "A Public Affair" (Cass and Dubbs Mix) – 3:15
- "A Public Affair" (Johnny Budz Radio Edit) – 3:17
- "A Public Affair" (Frank Pellegrino Radio Mix) – 3:43
- "A Public Affair" (extended mix) – 5:47
- "A Public Affair" (Jellybeans Soulful House Party Dub Mix) – 7:16
- "A Public Affair" (Alex Gregg Remix) – 3:48
- "A Public Affair" (Frank Pellegrino Electro Pop Club Mix) – 8:59
- "A Public Affair" (Johnny Budz Public House Mix) – 6:28
- "A Public Affair" (Frank Pellegrino Vocal Dub Mix) – 9:28
- "A Public Affair" (Jellybeans House Party Mix) – 7:49

## Classement hebdomadaire
| Chart (2006–07)                    | Peak position |
| ---------------------------------- | ------------- |
| Australie (ARIA)                   | 17            |
| Allemagne (Media Control AG)       | 72            |
| Canada (Hot 100)                   | 8             |
| Tchéquie (IFPI Rádio)              | 19            |
| European Hot 100 Singles           | 63            |
| Hongrie                            | 32            |
| Irlande (IRMA)                     | 9             |
| Roumanie                           | 67            |
| Slovaquie (IFPI Rádio)             | 74            |
| Corée du Sud                       | 111           |
| Suède (Sverigetopplistan)          | 36            |
| Royaume-Uni (UK Singles Chart)     | 20            |
| États-Unis (Hot 100)               | 14            |
| États-Unis (Pop Airplay)           | 16            |
| États-Unis (Dance Club Songs)      | 1             |
| États-Unis (Adult Pop Songs)       | 36            |
| Venezuela Pop Rock (Record Report) | 11            |